# Tom Clancy's Ghost Recon: Desert Siege
Tom Clancy's Ghost Recon: Desert Siege est une extension pour Tom Clancy's Ghost Recon, sortie pour Windows et Mac en 2002. Cette extension est incluse dans la version PlayStation 2 du Ghost Recon original.

## Histoire
En 2009, les anciennes hostilités entre l'Érythrée et l'Éthiopie refont surface. Le colonel Tesfaye Wolde, de l'armée éthiopienne, profite de l'occasion pour réclamer le territoire d'Érythrée (indépendante depuis 1993). Ayant participé à un trafic d'armes illégal avec des ultra-nationalistes russes, il s'est constitué un énorme stock d'armes neuves, ce qui lui confère un avantage militaire certain face à l'armée érythréenne.
Le succès remporté par l'invasion du colonel sur le littoral érythréen commence à menacer les transports maritimes de la Mer Rouge. C'est alors que la communauté internationale s'intéresse au problème, qu'elle préférait ignorer auparavant. En réponse à la demande d'aide militaire du gouvernement érythréen, une coalition internationale se forme. Cette coalition est guidée par les Ghosts, mobilisés pour empêcher le colonel Tesfaye Wolde d'étendre son invasion à tout le territoire, ainsi qu'à libérer l'Érythrée.

## Système de jeu
Cette extension ajoute en multijoueur deux nouveaux modes de jeu (Domination et Siège), quatre nouvelles cartes et des nouvelles armes pour le multijoueur, ainsi qu'une campagne solo en huit missions et quelques nouveaux soldats,.

## Accueil
- Gamekult : 4/10[1]
- Jeuxvideo.com : 12/20[2]

### Traduction
- (en) Cet article est partiellement ou en totalité issu de l’article de Wikipédia en anglais intitulé « Tom Clancy's Ghost Recon (video game) » (voir la liste des auteurs).